# Stephania dinklagei
Stephania dinklagei là một loài thực vật có hoa trong họ Biển bức cát. Loài này được (Engl.) Diels miêu tả khoa học đầu tiên năm 1910.